# Je bella cesta
Je bella cesta je bila slovenska TV-oddaja televizijske hiše PRO PLUS. Njen voditelj je bil Klemen Slakonja. Oddaja je bila predvajana tako: 1. sezona v četrtkovem večernem terminu in 2. sezona v sredinem terminu zvečer na POP TV.

## Oddaje
| Sezona | Sezona | Oddaj | Originalno predvajanje | Originalno predvajanje |
| Sezona | Sezona | Oddaj | Začetek sezone         | Konec sezone           |
| ------ | ------ | ----- | ---------------------- | ---------------------- |
|        | 1      | 11    | 10.10.2013             | 19.12.2013             |
|        | 2      | 8     | 19.3.2014              | 7.5.2014               |